# Гора Висока (родовище)
Гора Висока — гора на східному схилі  Середнього Уралу, в  Свердловській області, Росія, в центральній частині  Нижнього Тагілу. Колишня висота 380 м. Внаслідок активного видобутку руди в XX ст. велика частина перетворена в кар'єр. У народі кажуть «Була гора Висока — стала яма глибока».
Розробка цього непересічного родовища, яке давало в окремі роки до 50 % російського заліза, закарбувалась в уральських «сказах», класичній літературі, на полотнах і світлинах старих майстрів. Поклади Гори Високої були відкриті 1696 р. (про що сповіщав царя воєвода Д. Протасьєв) і досліджені на місці думним дяком А. Вініусом, який писав Петру I: «Я віднайшов дуже добру руду з магніту залізного, кращої за яку бути не може, і в усьому всесвіті не бувало, щоб з магніту залізо виплавляти, притому руда така багата й м'яка, що можна гармати й мозжери (мортири — авт.) плавити».
На той час на Уралі не було майстрів, які б володіли технологією плавлення магнітного залізняку, тому розробку цих руд відклали на майбутнє. Перші вдалі спроби освоєння руд Гори Високої розпочалися 1721 р., а промислове використання руд — на Нижньотагільському заводі Микити Демидова 1725 р. Поклади магнітного залізняку Гори Високої утворилися шляхом виділення заліза з магми, що увігналася в масив гірських порід, і мали пластоподібний характер, причому товщина пластів сягала 12 м. Гора не зовсім відповідала своїй назві, оскільки її висота над рівнем заводської загати не перевищувала 80 м. Втім, на думку Д. Маміна-Сибіряка: «Навряд чи знайдеться якийсь інший куточок на земній кулі, де б на такому дуже обмеженому просторі природа з істинно шаленою щедрістю розсипала свої дари». Високогірний рудник експлуатувався понад 150 років, забезпечуючи якісною рудою металургійні заводи Уралу, які виплавляли такий «добрий» і «м'який» метал, що його порівнювали з соболиним хутром. Під маркою «Старий соболь» він був широко відомий у Європі (заводське клеймо зображало маленького звірка — соболя, який біжить).